# Fabacary Assymby Coly
Fabacary Assymby Coly est un réalisateur, acteur, sénégalais né le 21 avril 1973.

## Biographie
Né d’un père Diola qui exerçait le métier d’infirmier d’état, Fabacary grandit dans une famille polygame avec une fratrie de 6 enfants. Il fréquente le collège sacré cœur de Dakar et termine ses études à Tambacounda.
Il fait ses études universitaires à l'Université Cheikh-Anta-Diop de Dakar où il est orienté en histoire alors qu'il voulait étudier le droit ou la sociologie. Deux ans après son entrée à l'université, il passe le concours de Média Centre de Dakar, où il effectue un stage de trois mois en communication sociale. Il effectue dans la même structure une formation en audiovisuel qui l'orientera définitivement vers le cinéma.
Il effectue un stage à la Radio Télévision sénégalaise et a l'occasion de participer aux réalisations audiovisuelles de la Sonatel. Il y travaille en tant que premier assistant à la prise de vue sur le plateau du court métrage Mayelle une fiction en betacam d'Amadou Thior. Il participe en tant que stagiaire à la réalisation du long métrage de Moussa Sène Absa Madame Brouette en 2002 puis comme deuxième assistant durant le tournage du téléfilm de Serge Moati.
Coly est aussi acteurs de clips musicaux notamment avec les frères guisse sur les titres Mijjo et Ngaindé puis Toure Kunda dans le clip Joola en hommage au naufrage du ferry Joola qui assurait la navette entre la capitale sénégalaise et la région naturelle de Casamance en 2002. Il a réalisé des spots publicitaires ainsi que des documentaires pour diverses sociétés et ONG et organisme internationaux.

## Filmographie
- 1999 : Hann la baie poubelle coréalisé avec Marième Aimée Diouf[4]
- 2003 : Joola, clip musical de Touré Kunda[4]
- 2004 : Détective dioug's[5],[4]
- 2006 : Dago coréalisé avec Sérigne Mbodj et Djibril Saliou Ndiaye[4]
- 2008 : Le revers de L'exil coréalisé avec Angèle Diabang Brener[4]